# جيمس كلارك (سياسي)
جيمس كلارك هو سياسي كندي، ولد في 11 مايو 1888 بإنجرسول في كندا، وتوفي في 25 أغسطس 1952 بوندسور في كندا. حزبياً، نشط في الحزب الليبرالي في أونتاريو ‏. وقد انتخب عضو برلمان مقاطعة أونتاريو عن دائرة Windsor—Sandwich ‏ (19 يونيو 1934 – 30 يونيو 1943).